# Carrhotus xanthogramma
Espèce
Synonymes
- Aranea bicolor Walckenaer, 1802 nec Olivier, 1789
- Salticus xanthogramma Latreille, 1819
- Dendryphantes mucidus C. L. Koch, 1846
- Attus varicus Simon, 1868
- Attus lanipes Simon, 1871
- Hasarius crinitus Karsch, 1879
- Carrhotus detritus Bösenberg & Strand, 1906
- Dendryphantes rubrosquamulatus Dönitz & Strand, 1906
- Carrhotus pichoni Schenkel, 1963

Carrhotus xanthogramma, la Saltique orangée, est une espèce d'araignées aranéomorphes de la famille des Salticidae.

## Distribution
Cette espèce se rencontre en zone paléarctique.
Elle a été observée au Portugal, en Espagne, en France, en Grande-Bretagne, en  Irlande, en Allemagne, en Pologne, en Hongrie, en Autriche, en Suisse, en Italie, en Slovénie, en Croatie, en Bosnie-Herzégovine, en Serbie, en Macédoine, en Roumanie, en Bulgarie, en Grèce, en Turquie, en Géorgie, en Azerbaïdjan, en Afghanistan, en Russie, en Chine, en Mongolie, en Corée du Sud,au Japon et au Costa Rica.

## Description
Les mâles mesurent de 5,1 à 7,1 mm et les femelles de 7,1 à 9 mm.

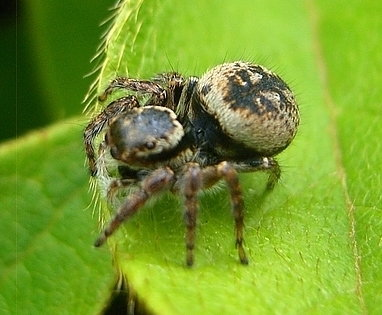
Carrhotus xanthogramma ♀ du Japon.

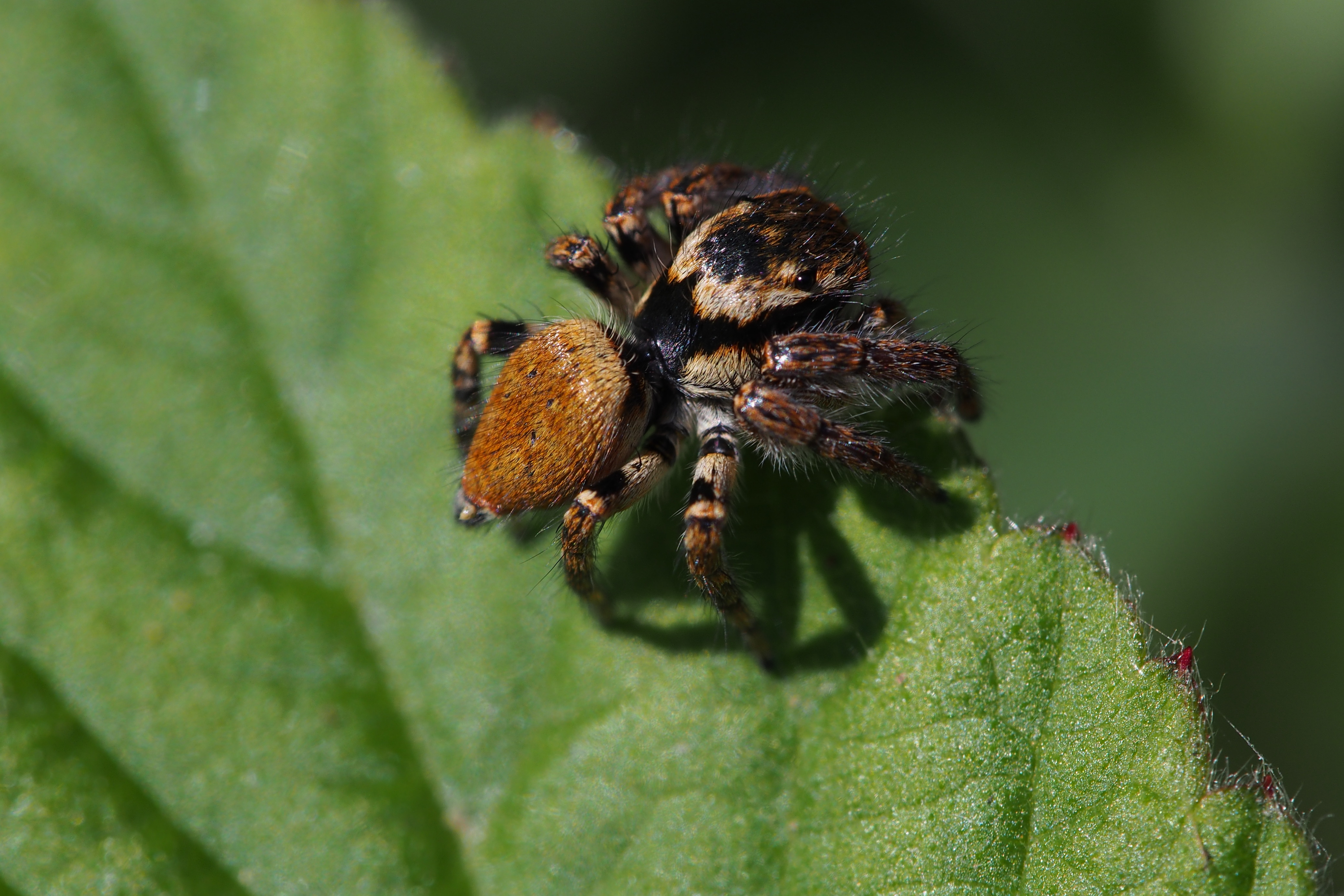
Carrhotus xanthogramma du Japon.

Carrhotus xanthogramma est recouverte d'une dense pilosité. Le dimorphisme sexuel de cette espèce est prononcé. Les femelles selon la stratégie du mimétisme sont entièrement brun-jaunâtre striées de brun, y compris les pattes. L'opisthosome est ovale, légèrement fuselé. Les mâles, plus petits, sont noirs avec le dessus de l'opisthosome aplati et fuselé, orangé. La séparation entre l'opisthosome et le céphalothorax est bien marquée. Ses pattes noires possèdent des anneaux légèrement orangés.

## Systématique et taxinomie
Cette espèce a été décrite par l'entomologiste français Pierre-André Latreille (1762-1833) sous le protonyme Salticus xanthogramma. Elle est l'espèce type du genre Carrhotus.

## Publication originale
- Latreille, 1819 : Articles sur les araignées. Nouveau Dictionnaire d'Histoire naturelle, Seconde édition, vol. 22, Deterville, Paris.